# Ossido ferrico
L'ossido ferrico è l'ossido del ferro (III) (Fe2O3), uno degli ossidi di ferro e principale componente della ruggine e dei minerali ematite ({\displaystyle \alpha -}Fe2O3) e maghemite ({\displaystyle \gamma -}Fe2O3).
È uno dei tre principali ossidi di ferro, gli altri due sono l'ossido ferroso (FeO), che è raro, e l'ossido ferroso-ferrico (II,III) (Fe3O4), che si trova anche in natura come minerale magnetite. Così come l'ematite, Fe2O3, è la principale fonte di ferro per l'industria siderurgica. L'ossido ferrico può essere facilmente attaccato dagli acidi; viene spesso chiamato ruggine e, in una certa misura, questo soprannome è utile perché la ruggine condivide con questo materiale diverse proprietà e ha una composizione simile; tuttavia, in chimica, la ruggine è considerata un materiale mal definito, descritto come ossido ferrico idrato.
Impartisce al vetro il tipico colore "verde bottiglia".

## Struttura
L'ossido ferrico può essere ottenuto in vari tipi di polimorfismi. In quello principale, chiamato {\displaystyle \alpha }, il ferro adotta una geometria di coordinazione ottaedrica. Cioè, ogni centro Fe è legato a sei ligandi dell'ossigeno. Nel polimorfo {\displaystyle \gamma }, alcuni dei Fe si trovano in siti tetraedrici, con quattro ligandi di ossigeno.

### Fase alfa
{\displaystyle \alpha -}Fe2O3 ha la struttura romboedrica, simile al corindone ({\displaystyle \alpha -}Al2O3) ed è la forma più comune. Si presenta naturalmente come l'ematite minerale che viene estratta come il principale minerale di ferro. È antiferromagnetico al di sotto di ~260 K (temperatura di transizione di Morin) e mostra un debole ferromagnetismo tra i 260 K e la temperatura di Néel, 950 K. È facile da preparare utilizzando sia la decomposizione termica che la precipitazione in fase liquida. Le sue proprietà magnetiche dipendono da molti fattori, come pressione, dimensione delle particelle e intensità del campo magnetico.

### Fase gamma
la {\displaystyle \gamma -}Fe2O3 ha una struttura cubica. È metastabile e convertita dalla fase alfa ad alte temperature e si presenta in natura sotto forma di un minerale chiamato maghemite. È ferromagnetico e trova applicazione nei nastri di registrazione, sebbene le particelle ultrafini inferiori a 10 nanometri siano superparamagnetiche. Può essere preparato mediante disidratazione termica di ossido-idrossido di ferro gamma (III). Un altro metodo prevede l'attenta ossidazione dell'ossido di ferro(II,III). Le particelle ultrafini possono essere preparate mediante decomposizione termica dell'ossalato di ferro (III).

## Altre fasi solide
Diverse altre fasi sono state identificate o rivendicate. La fase è cubica centrata sul corpo (gruppo spaziale Ia3), metastabile e, a temperature superiori ai 500 °C, si converte in fase {\displaystyle \alpha }. Può essere preparato mediante riduzione dell'ematite usando carbonio, [chiarificazione necessaria] mediante pirolisi della soluzione di cloruro ferrico o decomposizione termica del solfato ferrico.
La fase epsilon {\displaystyle (\varepsilon )} è rombica e mostra proprietà intermedie tra alfa e gamma, e può avere proprietà magnetiche utili applicabili per scopi come supporti di registrazione ad alta densità per l'archiviazione di big data. La preparazione della fase epsilon pura si è rivelata molto impegnativa. Il materiale con un'elevata percentuale di fase epsilon può essere preparato mediante trasformazione termica della fase gamma. La fase epsilon è anche metastabile, trasformandosi nella fase alfa tra 500 e 750 °C. Può anche essere preparato per ossidazione del ferro in un arco elettrico o per precipitazione sol-gel dal nitrato ferrico . La ricerca ha rivelato l'ossido di ferro (III) epsilon negli antichi smalti ceramici cinesi Jian, che possono fornire informazioni in modi per produrre quella forma in laboratorio.
Inoltre, ad alta pressione viene rivendicata una forma amorfa.

### Fase liquida
Si prevede che l'ossido ferrico fuso abbia un numero di coordinazione di circa 5 atomi di ossigeno attorno a ciascun atomo di ferro, in base alle misurazioni di goccioline di ossido di ferro liquido sottoraffreddato leggermente carenti di ossigeno, in cui il sottoraffreddamento aggira la necessità di elevate pressioni di ossigeno richieste al di sopra del punto di fusione per mantenere la stechiometria.

## Ossidi di ferro (III) idrati
Esistono diversi idrati di ossido di ferro (III). Quando un alcali viene aggiunto a soluzioni di sali solubili di Fe(III), si forma un precipitato gelatinoso rosso-marrone. Questo non è Fe(OH)3, ma Fe2O3·H2O (scritto anche come Fe(O)OH). Esistono anche diverse forme dell'ossido idrato di Fe(III): la lepidocrocite rossa ({\displaystyle \gamma -}Fe(O)OH) si trova all'esterno dei rustici, e la goethite arancione, che si trova invece all'interno dei rustici. Quando Fe2O3·H2O viene riscaldato, perde la sua acqua di idratazione. Un ulteriore riscaldamento a 1670 K converte Fe2O3 in Fe3O4 nero (FeIIFeIII2O4), noto come magnetite minerale. Fe(O)OH è solubile negli acidi, dando [Fe(H2O)6]3+. In alcali acquosi concentrati, l'ossido ferrico dà [Fe(OH)6]3−.

## Reazioni
La reazione più importante riguardante l'ossido ferrico è la sua riduzione carbotermica, che fornisce il ferro utilizzato nella fabbricazione dell'acciaio:
{\displaystyle {\ce {Fe2O3 \ + \ 3CO -> 2Fe \ + \ 3CO2}}}.
Un'altra reazione redox è la reazione estremamente esotermica della termite con l'alluminio:
{\displaystyle {\ce {2Al\ +\ Fe2O3->2Fe\ +\ Al2O3}}}.
Questo processo viene usato per saldare metalli spessi come le rotaie dei binari del treno utilizzando un contenitore di ceramica per incanalare il ferro fuso tra due sezioni di rotaia. La termite viene anche utilizzata nelle armi e nella realizzazione di sculture e strumenti in ghisa su piccola scala.
La riduzione parziale con idrogeno a circa 400 °C produce magnetite, un materiale magnetico nero che contiene sia Fe(III) che Fe(II):
{\displaystyle {\ce {3Fe2O3\ +\ H2->2Fe3O4\ +\ H2O}}}.
L'ossido di ferro (III) è insolubile in acqua ma si dissolve facilmente in acido forte, come per esempio acido cloridrico e acido solforico. Si scioglie bene anche in soluzioni di agenti chelanti come l'acido etilendiamminotetraacetico (EDTA) e l'acido ossalico.
Riscaldando ossidi di ferro(III) con altri ossidi metallici o carbonati si ottengono materiali noti come ferrati (ferrato (III)):
{\displaystyle {\ce {ZnO\ +\ Fe2O3->Zn(FeO2)2}}}.

## Preparazione
L'ossido ferrico è un prodotto dell'ossidazione del ferro. Può essere preparato in laboratorio elettrolizzando una soluzione di bicarbonato di sodio, un elettrolita inerte, utilizzando un anodo di ferro:
{\displaystyle {\ce {4 Fe \ + \ 3 O2 \ + \ 2H2O -> 4FeO(OH)}}}.
L'ossido ferrico idrato risultante, scritto qui come FeO(OH), si disidrata a circa 200 °C:
{\displaystyle {\ce {2FeO(OH)->Fe2O3\ +\ H2O}}}.

## Utilizzo

### Industria del ferro
L'applicazione predominante dell'ossido ferrico è come materia prima delle industrie siderurgiche, come per esempio la produzione di ferro, acciaio e molte leghe.

### Lucidatura
Una polvere molto fine di ossido ferrico è conosciuta come "rossetto del gioielliere", o semplicemente "rouge". È usato per mettere lo smalto finale su gioielli metallici e lenti, e storicamente come cosmetico. Il rossetto taglia più lentamente di alcuni lucidanti moderni, come l'ossido di cerio(IV), ma è ancora utilizzato nella fabbricazione di strumenti ottici e dai gioiellieri per la rifinitura di qualità superiore che può produrre. Quando si lucida l'oro, il rossetto macchia leggermente l'oro, il che contribuisce a determinare l'aspetto del pezzo finito. Il rossetto è venduto come polvere, pasta o barra solida (con un legante di cera o petrolio). Anche altri composti lucidanti sono spesso chiamati "rossetti", anche quando non contengono ossido di ferro. I gioiellieri rimuovono il rossetto residuo sui gioielli utilizzando la pulizia a ultrasuoni. I prodotti venduti come "composti per affilare" vengono spesso applicati a una coramella di cuoio per aiutare a ottenere un filo di rasoio su coltelli, rasoi a mano libera o qualsiasi altro strumento affilato.

### Pigmenti

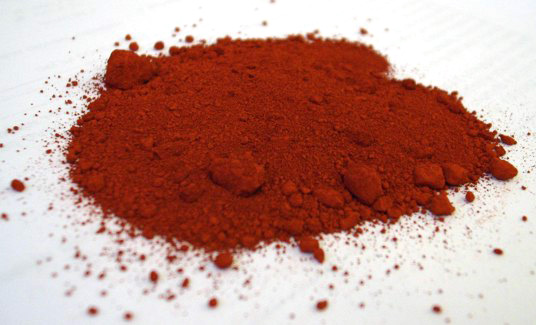
Due diversi colori a diversa fase idrata: α = rosso, e β = giallo (figura sotto) dell'ossido ferrico idrato; sono utili come pigmenti.

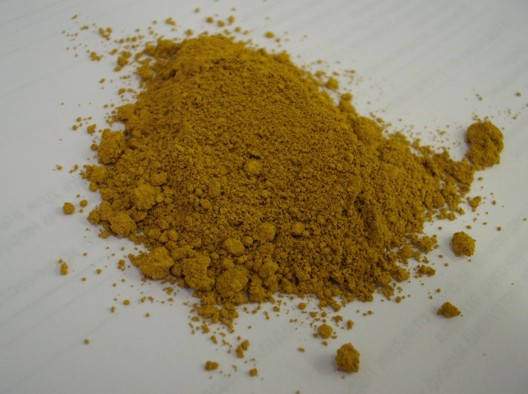

L'ossido ferrico è anche usato come pigmento, sotto i nomi "Pigmento Brown 6", "Pigmento Brown 7" e "Pigmento Red 101". Alcuni di loro, come il pigmento Red 101 e il pigmento Brown 6, sono approvati dalla Food and Drug Administration (FDA) statunitense per l'uso nei cosmetici. Gli ossidi di ferro sono usati come pigmenti nei compositi dentali insieme agli ossidi di titanio.
L'ematite è il componente caratteristico del colore della vernice svedese Rosso Falun.

### Supporti magnetici
L'ossido ferrico era la particella magnetica più comune utilizzata in tutti i tipi di supporti di memorizzazione e registrazione magnetici, inclusi i dischi magnetici (per l'archiviazione dei dati) e il nastro magnetico (utilizzato nella registrazione audio e video e nell'archiviazione dei dati). Il suo uso nei dischi dei computer è stato sostituito dalla lega di cobalto, consentendo pellicole magnetiche più sottili con una maggiore densità di archiviazione.

### Fotocatalisi
L'{\displaystyle \alpha -}Fe2O3 è stato studiato come fotoanodo per l'ossidazione solare dell'acqua. Tuttavia, la sua efficacia è limitata da una breve lunghezza di diffusione (2-4 nm) dei portatori di carica fotoeccitati e dalla successiva ricombinazione rapida, che richiede una grande sovratensione per guidare la reazione. La ricerca si è concentrata sul miglioramento delle prestazioni di ossidazione dell'acqua di Fe2O3 utilizzando la nanostrutturazione, la funzionalizzazione della superficie, o impiegando fasi cristalline alternative come {\displaystyle \beta -}Fe2O3.

### Medicinale
La lozione alla calamina, usata per trattare il prurito lieve, è composta principalmente da una combinazione di ossido di zinco, che agisce come astringente, e circa lo 0,5% di ossido ferrico, il principio attivo del prodotto, che agisce come antiprurito. Il colore rosso dell'ossido ferrico è anche il principale responsabile del colore rosa della lozione.